# Comissió Pontifícia per l'Estat de la Ciutat del Vaticà
La Comissió Pontifícia per a l'estat de la Ciutat del Vaticà (italià: Pontificia Commissione per lo Stato della Città del Vaticano) és el cos legislatiu de la Ciutat del Vaticà. Està format pel President de la Governació, qui és també President de la Comissió Pontifícia i set cardenals més nomenats pel Papa per a un període de 5 anys.
La Comissió Pontifícia va ser creada el 1939 per Pius XII. Les lleis i regulacions proposades per la Comissió han de ser sotmeses al Papa mitjançant la Secretaria d'Estat abans que es facin públiques i prenguin efecte. Les lleis, reglaments i instruccions emeses per la Comissió són publicades a l'Acta Apostolicae Sedis.
A més del seu paper legislatiu, el President de la Governació de l'estat de la Ciutat del Vaticà, que des de l'1 d'octubre de 2021 és el cardenal Fernando Vérgez, ha estat delegat com una autoritat executiva per l'estat de la Ciutat del Vaticà pel Papa.

## Membres

### Actuals
Des del 2025, el President i els membres són els següents:
| Càrrec    | Nom                            | Estat         | Altres càrrecs                                                                       |
| --------- | ------------------------------ | ------------- | ------------------------------------------------------------------------------------ |
| President | Germana Raffaella Petrini      | Itàlia        | President de la Governació de la Ciutat del Vaticà                                   |
| Membres   | Cardenal Kevin J. Farrell      | Estats Units  | Camerlengo de la Santa Església Romana Dicasteri per als Laics, la Família i la Vida |
| Membres   | Vacant                         | Vacant        | Prefecte del Dicasteri per als Bisbes                                                |
| Membres   | Cardinal Claudio Gugerotti     | Itàlia        | Prefecte del Dicasteri per a les Esglésies Orientals                                 |
| Membres   | Cardenal Arthur Roche          | Regne Unit    | Prefecte del Dicasteri per al Culte Diví i la Disciplina dels Sagraments             |
| Membres   | Cardenal Leonardo Sandri       | Argentina     | Prefecte emèrit del Dicasteri per a les Esglésies Orientals                          |
| Membres   | Cardenal Lazzaro You Heung-sik | Corea del Sud | Prefecte del Dicasteri per al Clergat                                                |

### Presidents de la Governació de l'Estat de la Ciutat del Vaticà
| Núm. | Imatge | Nom                                   | Nacionalitat | Termini                                       | Durada            | Papa                          |
| ---- | ------ | ------------------------------------- | ------------ | --------------------------------------------- | ----------------- | ----------------------------- |
| 1    |        | Nicola Canali (1874–1961)             | Itàlia       | 20 de març de 1939 - 3 d'agost de 1961        | 22 anys, 136 dies | Pius XII Joan XXIII           |
| 2    |        | Amleto Giovanni Cicognani (1883–1973) | Itàlia       | 12 d'agost de 1961 - 30 d'abril de 1969       | 7 anys, 261 dies  | Joan XXIII Pau VI             |
| 3    |        | Jean-Marie Villot (1905–1979)         | França       | 2 de maig de 1969 - 9 de març de 1979         | 9 anys, 311 dies  | Pau VI Joan Pau I Joan Pau II |
| 4    |        | Agostino Casaroli (1914–1998)         | Itàlia       | 28 d'abril de 1979 - 8 d'abril de 1984        | 4 anys, 346 dies  | Joan Pau II                   |
| 5    |        | Sebastiano Baggio (1913–1993)         | Itàlia       | 8 d'abril de 1984 - 31 d'octubre de 1990      | 6 anys, 206 dies  | Joan Pau II                   |
| 6    |        | Rosalio Lara (1922–2007)              | Veneçuela    | 31 d'octubre de 1990 - 15 d'octubre de 1997   | 6 anys, 349 dies  | Joan Pau II                   |
| 7    |        | Edmund Szoka (1927–2014)              | Estats Units | 15 d'octubre de 1997 - 15 de setembre de 2006 | 8 anys, 335 dies  | Joan Pau IIBenet XVI          |
| 8    |        | Giovanni Lajolo (1935)                | Itàlia       | 15 de setembre de 2006 - 1 d'octubre de 2011  | 5 anys, 16 dies   | Benet XVI                     |
| 9    |        | Giuseppe Bertello (1942)              | Itàlia       | 1 d'octubre de 2011 - 1 d'octubre de 2021     | 10 anys           | Benet XVI Francesc            |
| 10   |        | Fernando Vérgez Alzaga (1945)         | Espanya      | 1 d'octubre de 2021 - 1 de març de 2025       | 3 anys, 151 dies  | Francesc                      |
| 11   |        | Raffaella Petrini (1969)              | Itàlia       | 1 de març de 2025 - present                   | En el càrrec      | Francesc Lleó XIV             |